# بوب ريتشاردز (صحفي)
بوب ريتشاردز (بالإنجليزية: Bob Richards)‏ هو صحفي أمريكي، ولد في 10 يناير 1956، وتوفي في 23 مارس 1994.